# Friction (guerre)
Ne doit pas être confondu avec Friction.

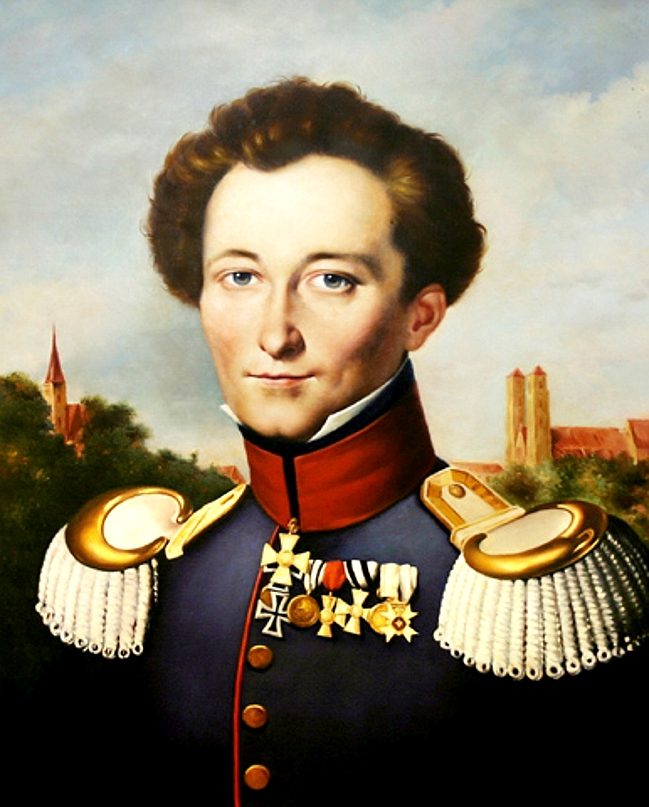
Carl von Clausewitz, théoricien de la friction.

En théorie militaire, la friction (de l'allemand Friktion) est un concept qui, à l'instar du brouillard de guerre, correspond à l'imprévisibilité et à la non linéarité de la guerre. En théorie, la guerre est simple mais en pratique, une multitude de facteurs incontrôlables entravent l'exécution des plans de guerre. Ce terme fut théorisé au XIXe siècle par le prussien Carl von Clausewitz dans De la Guerre : 
« La friction est le seul concept qui, en gros, corresponde à celui qui distingue la guerre réelle de la guerre sur papier. »
Clausewitz ajoute :
« Dans la guerre, tout est simple, mais le plus simple est difficile. »